# DeLand
|  | No s'ha de confondre amb De Land (Illinois). |

DeLand és una població dels Estats Units, seu del comtat de Volusia, a l'estat de Florida. Segons el cens de l'1 de juliol de 2006 tenia 24.375 habitants.

## Demografia
Segons el cens del 2000, DeLand tenia 20.904 habitants, 8.375 habitatges, i 4.631 famílies. La densitat de població era de 508,6 habitants per km².
Dels 8.375 habitatges en un 23,8% hi vivien nens de menys de 18 anys, en un 37% hi vivien parelles casades, en un 14,6% dones solteres, i en un 44,7% no eren unitats familiars. En el 37,2% dels habitatges hi vivien persones soles el 20,4% de les quals corresponia a persones de 65 anys o més que vivien soles. El nombre mitjà de persones vivint en cada habitatge era de 2,22 i el nombre mitjà de persones que vivien en cada família era de 2,92.
Per edats la població es repartia de la següent manera: un 20,7% tenia menys de 18 anys, un 14,9% entre 18 i 24, un 23,2% entre 25 i 44, un 17,6% de 45 a 60 i un 23,6% 65 anys o més.
L'edat mediana era de 38 anys. Per cada 100 dones de 18 o més anys hi havia 77,8 homes.
La renda mediana per habitatge era de 28.712 $ i la renda mediana per família de 35.329 $. Els homes tenien una renda mediana de 26.389 $ mentre que les dones 20.114 $. La renda per capita de la població era de 15.936 $. Entorn del 14,2% de les famílies i el 19% de la població estaven per davall del llindar de pobresa.

## Poblacions més properes
El següent diagrama mostra les poblacions més properes.